# Maladies des bonsaïs
Comme toutes espèces de plantes, les bonsaïs ne sont pas exempts de subir des maladies. Le but étant de détecter les dégâts des maladies et des parasites et à les combattre.

## Les parasites

### Les pucerons
Ils sévissent en toutes saisons. Noirs, verts ou bruns, ils vivent le plus souvent à l'extrémité des jeunes pousses, mais parfois aussi à la base des plantes ou sur les tiges. Les traitements insecticides de type «passe-partout» sont suffisants. Le dosage du traitement peut être normal, mais il faut veiller à ne pas trop pulvériser de trop près le feuillage.

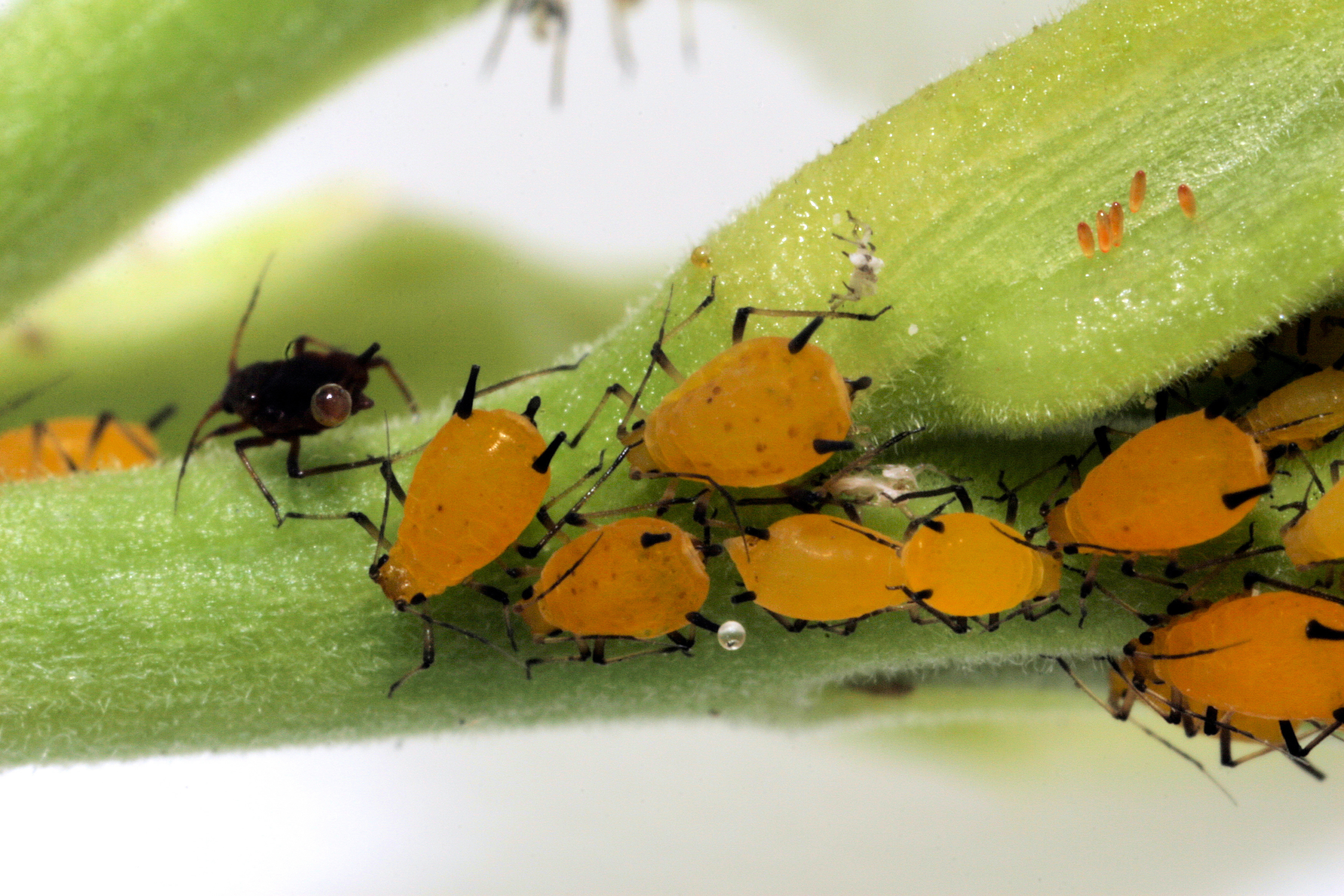
Pucerons
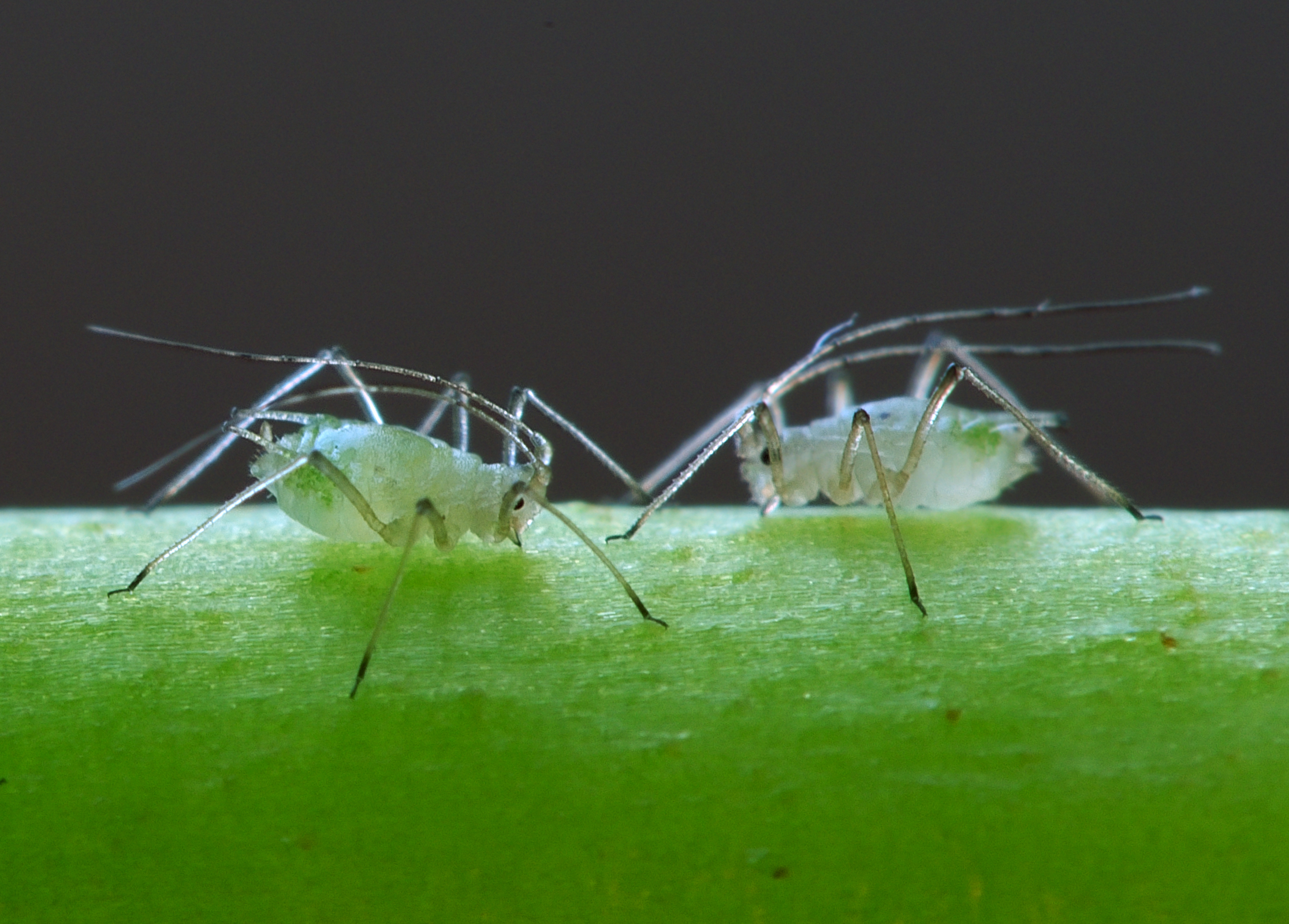
Aphidoidea
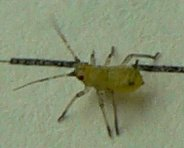

### Les cochenilles

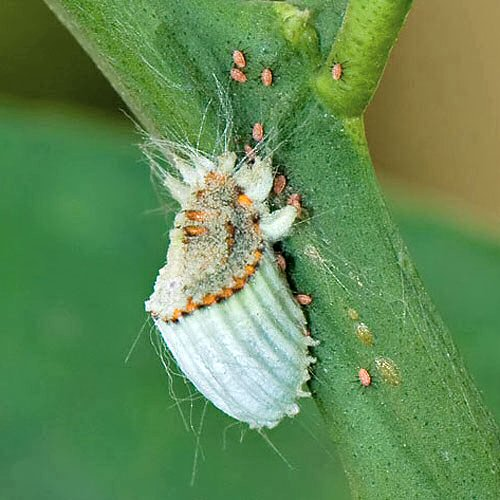
Cochenilles

Elles s'attaquent beaucoup aux arbustes et conifères : glycine, pins, fusains....
Il est pratiquement impossible de les détecter au début mais quand les petites coquilles brunes ou noires sont visibles, une bonne partie des dégâts est déjà faite. D'autres laissent des traces poudreuses d'excrétions blanches.
Dans tous les cas, mieux vaut isoler un bonsaï atteint de ses congénères. Traiter aussitôt qu'apparaissent les symptômes avec un insecticide spécial "huileux" appelé huile blanche. On peut traiter à titre préventif à l'automne et au printemps.

### Les araignées rouges et jaunes
Se développe essentiellement pendant les fortes températures, soit dans les maisons, soit dehors, quand l'humidité atmosphérique est réduite. Elles sont microscopiques et peu visibles à l'œil nu, mais leur dégâts sont sensibles. Elles sévissent surtout sur les ormes de Chine ou les bougainvilliers, mais aussi sur les conifères.
Pour les combattre, il faut un acaricide et traiter aussi le dessous des feuilles. 

## Les maladies courantes

### L'Oïdium
Il apparait sur de très nombreuses espèces quand un temps chaud succède à une période pluvieuse. C'est une maladie qui, chez les bonsaïs de plein air, sévit au printemps.

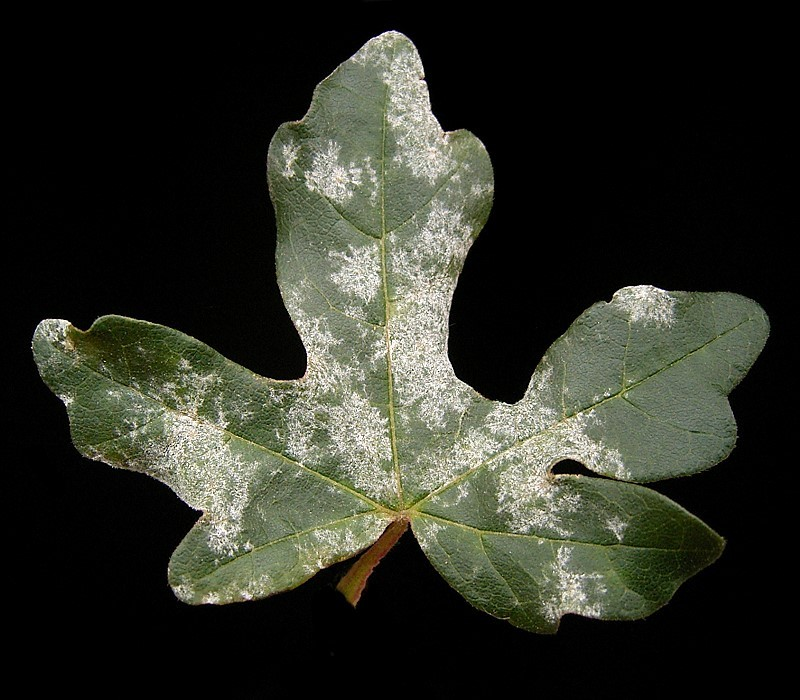
no 1
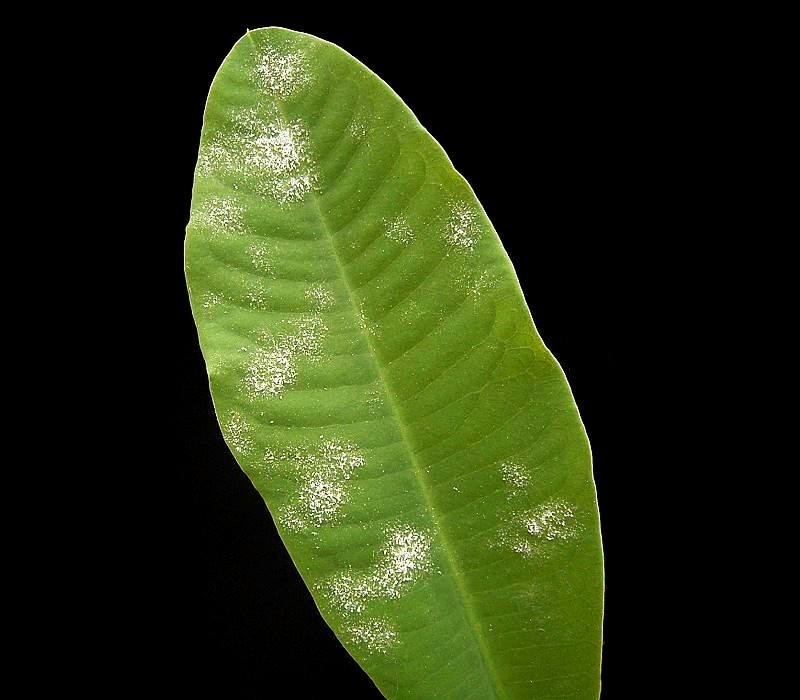
no 2
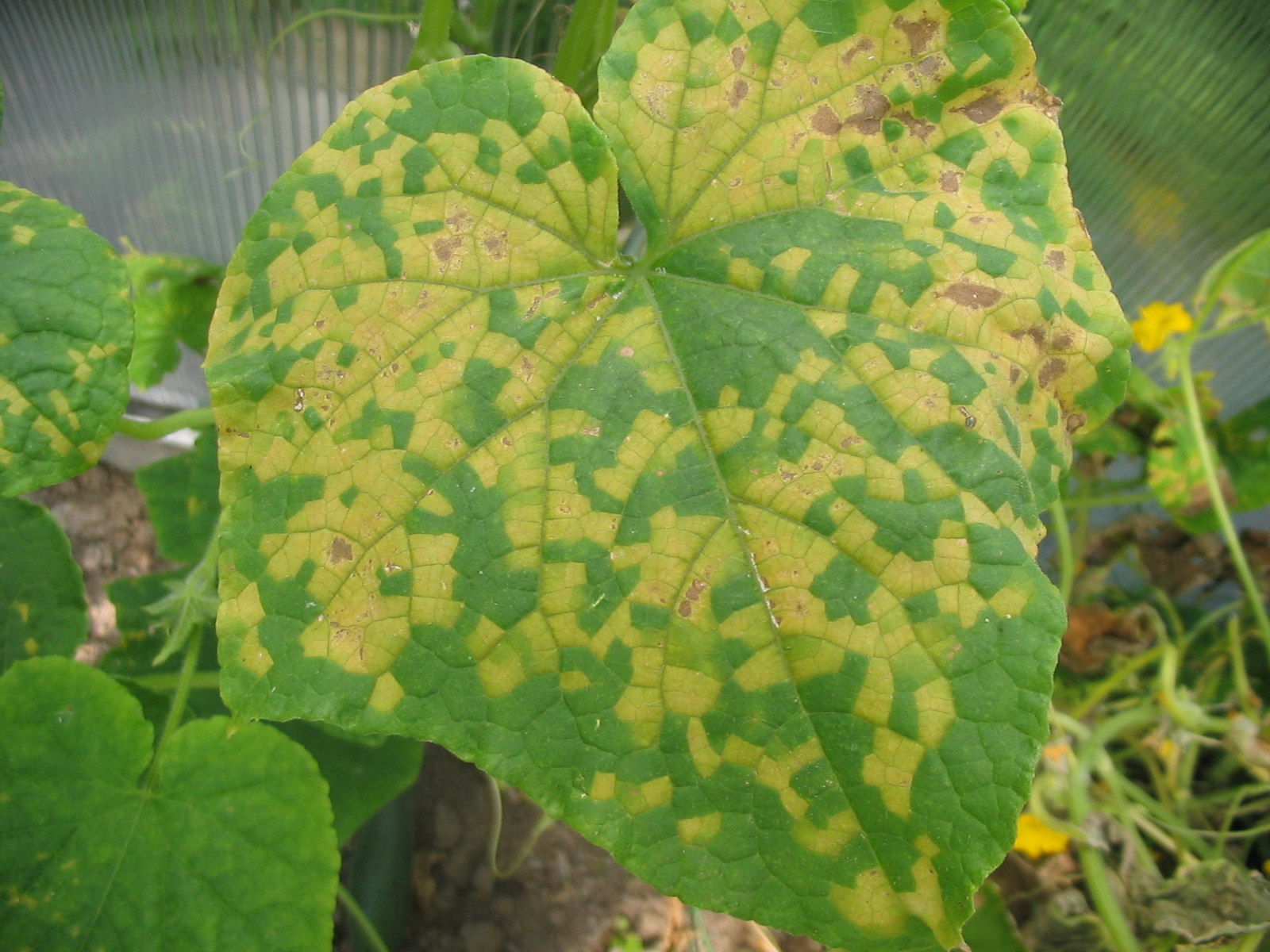
no 3
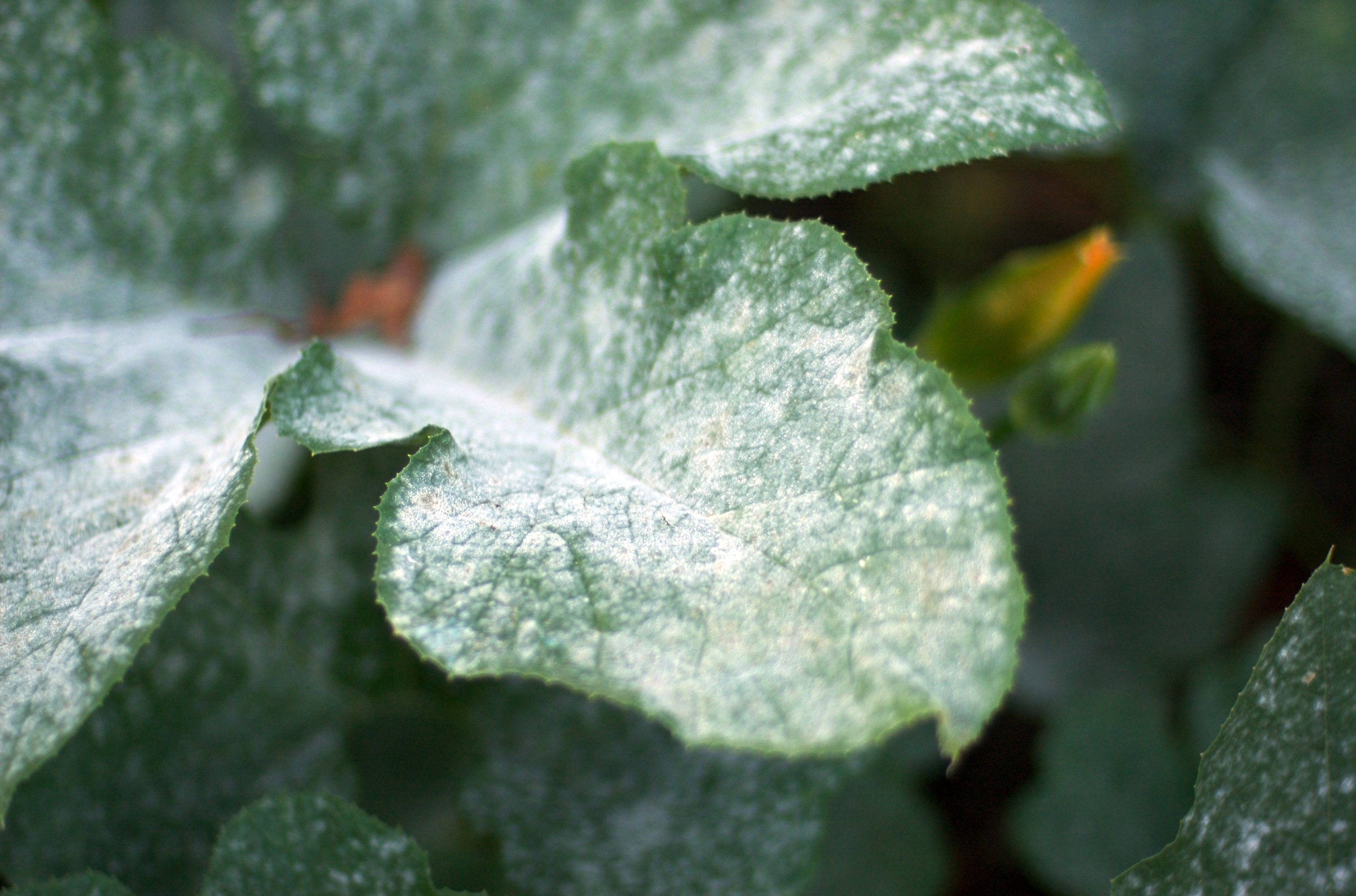
no 4

### La verticillose
C'est une maladie virale qui apparaît à cause de blessures de l'arbre. Les feuilles se colorent en jaune et brun, deviennent molles et se recroquevillent. En dehors des blessures qui peuvent être la cause des dégâts, l'excès d'engrais azoté peut favoriser les conditions de contamination en empêchant le système foliaire d'atteindre sa maturité. Diminuer la fertilisation azotée et veiller à enduire les plaies de goudron cicatrisant.